# Fremen
I Fremen sono, nell'universo fantascientifico del ciclo di Dune creato dallo scrittore Frank Herbert, i misteriosi abitanti del pianeta Arrakis, più conosciuto come Dune. Il pianeta diventa centro di immensi interessi dell'Impero in seguito alla scoperta della potente droga chiamata melange o spezia, capace di allungare notevolmente la durata della vita umana e di incrementare le percezioni al punto di permettere ad alcuni individui di prevedere il futuro, segnatamente alle Reverende Madri Bene Gesserit e soprattutto ai piloti della Gilda Spaziale, monopolista dei viaggi interstellari, che si servono della preveggenza per tracciare rotte sicure nell'iperspazio.

## Origini
I Fremen sono descritti come discendenti degli Zensunni, nomadi interstellari seguaci di una particolare filosofia, che subirono una diaspora che li ha portati a errare di pianeta in pianeta fino a giungere su Arrakis, unici a sopravvivere sull'inospitale pianeta grazie alla rigida disciplina interiore propria della loro filosofia. Addestrati alla guerriglia fin da bambini, sono considerati tra i migliori combattenti dell'universo, gli unici capaci di tenere testa perfino ai feroci Sardaukar dell'Imperatore (il fatto non è casuale: Salusa Secundus, il mondo inospitale dove vengono forgiati i Sardaukar, è stato una delle tappe dell'esodo degli Zensunni; ed Arrakis si è rivelato una palestra ben più severa del pianeta-prigione della Casa di Corrino).

## Dune
I Fremen sono gli unici esseri umani su Arrakis che non solo riescono a sopravvivere fuori dalle città, grazie alle loro tute distillanti, ma riescono a prosperare relativamente perfino nell'alto deserto, che possono attraversare a piedi o cavalcando i giganteschi Vermi delle sabbie.
Contrariamente a quanto crede la casata Harkonnen, feudataria del pianeta, sono i Fremen i veri padroni di Dune, che sognano di trasformare da deserto a fertile giardino, seguendo la visione dell'Umma Pardot Kynes, sotto la guida di suo figlio Liet.
I Fremen non sono le poche migliaia registrate ufficialmente, ma milioni: spinti dalle necessità di sopravvivenza, dalle scarse risorse e dal pugno di ferro di tutti coloro che, di volta in volta, si sono succeduti al governo del pianeta per poter estrarre la spezia, i Fremen attraversano le grandi distese desertiche di Dune e riescono a sfruttarne le avare risorse disponibili. I loro insediamenti (sietch) sono ben nascosti su tutto il pianeta, e nella zona del polo sud hanno addirittura creato le prime oasi, fatto sconosciuto agli Harkonnen ed all'Impero dato che la Gilda, che controlla tutti i satelliti dell'universo conosciuto, mantiene il silenzio in cambio di sostanziosi pagamenti in spezia.
Alcuni abitanti di Arrakis non sono dei veri Fremen ed hanno scelto una vita sedentaria in alcuni insediamenti vicini alle città imperiali, chiamati "villaggi Pyon".

## Religione

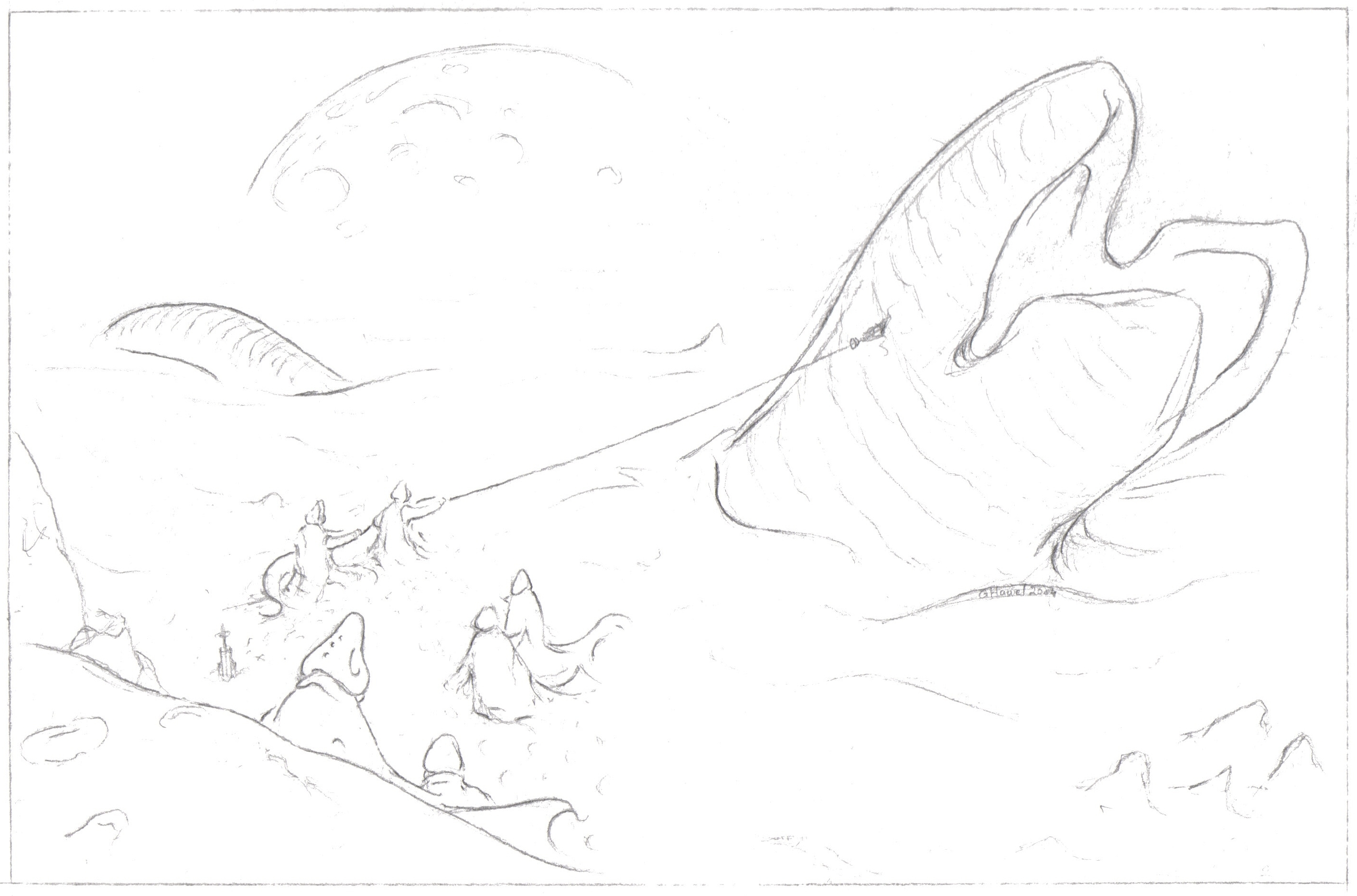
Cattura di un verme delle sabbie da parte di un gruppo di Fremen

I Fremen adorano Shai-Hulud, il Dio Verme delle sabbie, una gigantesca e pericolosa creatura che popola i deserti di Arrakis e che è alla fonte del ciclo della Spezia. La loro religione, come quasi tutte quelle dei mondi primitivi dell'Impero, è stata profondamente influenzata dalla Missionaria Protectiva delle Bene Gesserit, che millenni prima aveva permeato le credenze locali di profezie, riti e superstizioni atte a permettere ad una Reverenda Madre in difficoltà di venire accolta dalla tribù ed accettata come sacerdotessa. Anche grazie alla presenza della spezia, i Fremen hanno delle proprie reverende Madri, che sono le loro sacerdotesse supreme, custodi della memoria della tribù, e che sono coadiuvate dalle Sayaddine (sacerdotesse).